# Howard Carpendale
Howard Victor Carpendale, noto anche con lo pseudonimo di Springbock (Durban, 14 gennaio 1946), è un cantante, compositore e attore sudafricano.
Artista cosmopolita, vive dividendosi fra tre continenti, Africa, Europa, America.  È padre dell'attore Wayne Carpendale, nato in Germania Ovest. .

## Biografia
Durante la sua adolescenza Howard Carpendale ha praticato vari sport, tra cui il getto del peso (disciplina per la quale era considerato una promessa): trasferitosi in Europa, ha vissuto dapprima nel Regno Unito e poi in Germania Ovest, dove ha fatto parte di una squadra di rugby; per un anno ha anche corso in Formula 3.
Nel 1968 ha inciso il suo primo album e da allora si è dedicato soprattutto alla musica, a parte qualche esperienza di attore (è stato il protagonista di un film tedesco ed è apparso in alcune serie tv statunitensi). Ha ottenuto successo negli anni settanta e ottanta con diverse canzoni (la più famosa è Hello Again, del 1984), passando con disinvoltura dalla musica schlager a brani decisamente rock. 
Ha venduto oltre 30 milioni di dischi (molti dei quali nei paesi di lingua tedesca), e gli sono stati assegnati ben tre premi Echo, di cui uno alla carriera.
Insieme a Joachim Horn-Bernges e Willy Molco ha composto la canzone Libertà per Al Bano e Romina Power, sotto lo pseudonimo Springbock. Ha inoltre collaborato più volte con la Royal Philharmonic Orchestra.

## Vita privata
Dal 2018 risiede a Monaco di Baviera, dopo aver trascorso vent'anni prevalentemente in Florida.
Si è sposato due volte: dal primo matrimonio è nato Wayne Carpendale, dal secondo l'altro figlio Cass.

## Discografia parziale

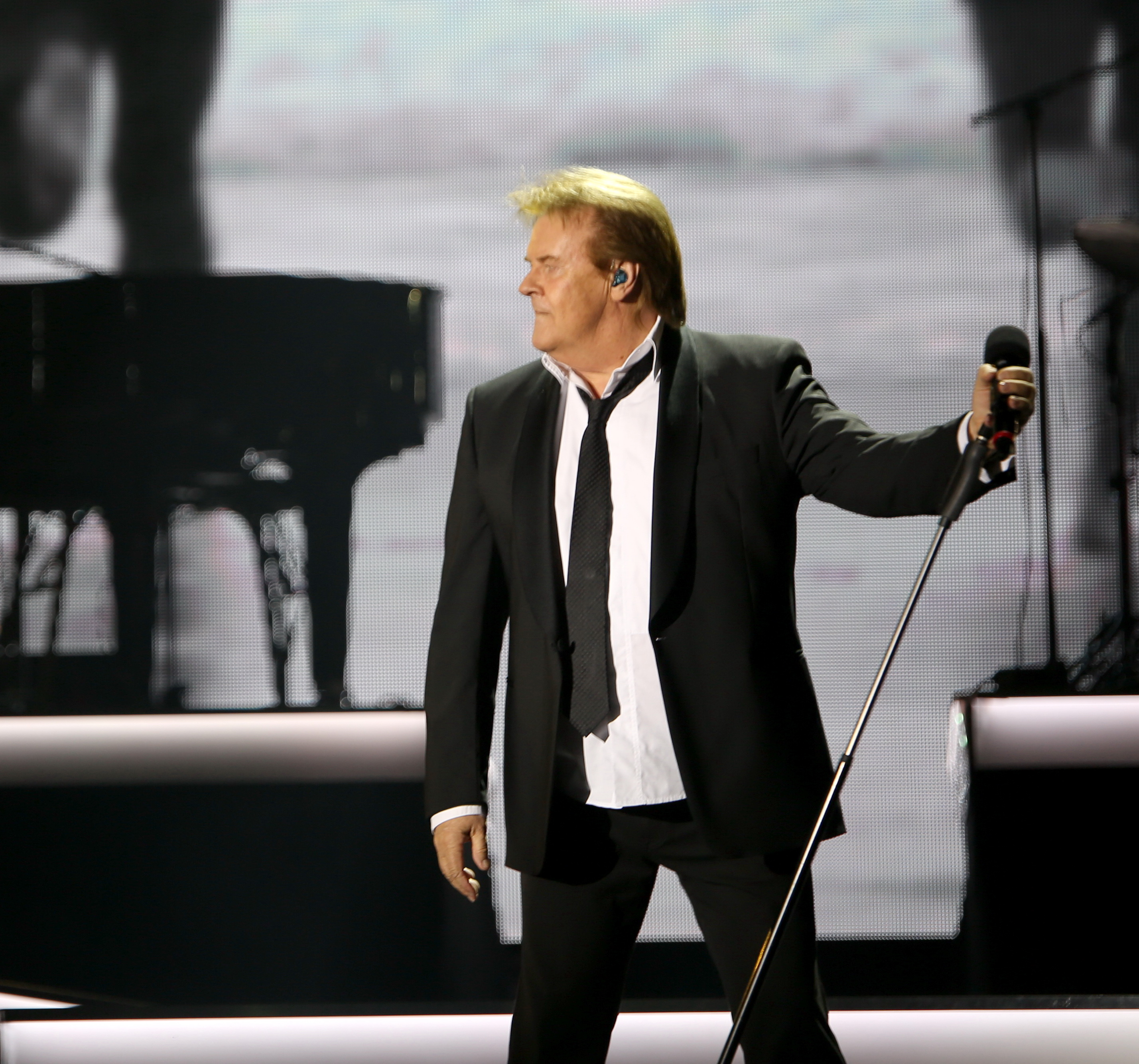
Howard Carpendale nel 2016

### Album

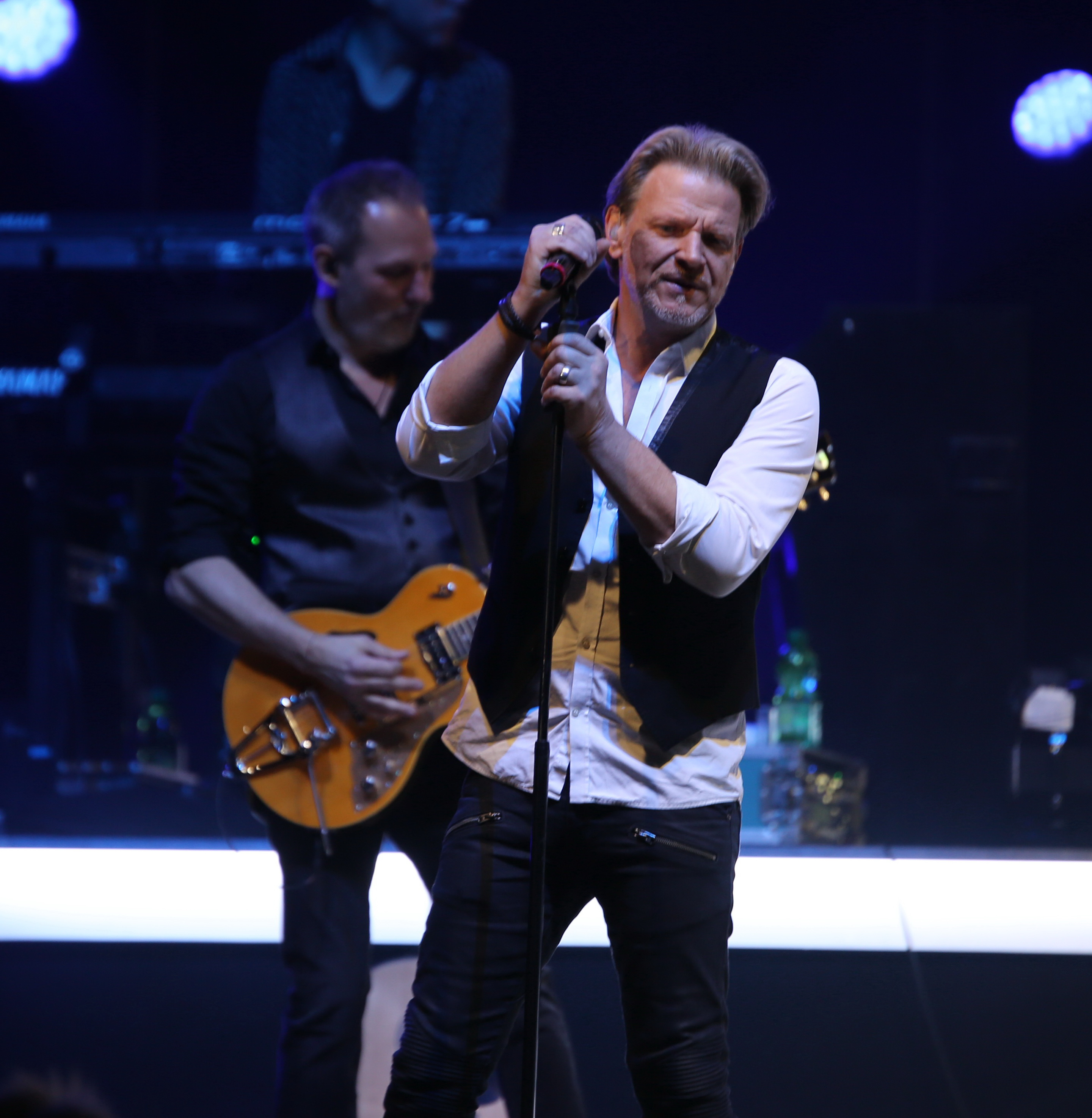
Howard Carpendale nel 2004

- 1968: Ich geb mir selbst 'ne Party
- 1970: Howard Carpendale
- 1970: Nr.1
- 1972: Eine Schwäche für die Liebe
- 1974: Du fängst den Wind niemals ein
- 1975: …und ich warte auf ein Zeichen
- 1976: Fremde oder Freunde
- 1976: Howard Carpendale '77
- 1977: Jede Farbe ist schön
- 1977: Nimm den nächsten Zug
- 1978: …dann geh doch
- 1978: Und so gehen wir unsere Wege
- 1979: Mein Weg zu dir
- 1980: Eine Stunde für dich
- 1981: Such mich in meinen Liedern
- 1982: Bilder meines Lebens
- 1984: Hello Again
- 1984: Howard Carpendale '84
- 1985: Mittendrin
- 1987: Carpendale
- 1988: Erfolge
- 1989: Carpendale '90
- 1991: Ganz nah
- 1992: Mit viel, viel Herz
- 1992: Welthits zum Träumen
- 1994: Ich bin da!
- 1995: Howard Carpendale '95
- 1996: Kein Typ für eine Nacht
- 1998: Lust auf mehr…
- 2001: Alles OK
- 2001: My Christmas
- 2003: Der richtige Moment
- 2003: Dank... Ti Amo
- 2007: 20 Uhr 10
- 2009: Stark
- 2011: Das alles bin ich
- 2013: Viel zu lang gewartet
- 2017: Wenn nicht wir
- 2020: Symphonie meines Lebens 2
- 2023: Let's Do It Again